# California State Open
O California State Open (Aberto do Estado da Califórnia) é um torneio masculino de golfe, aberto tanto para golfistas amadores quanto para golfistas profissionais. É organizado pela seção sul da Califórnia do PGA of America. Foi disputado pela primeira vez em 1900 e decorreu em diversos campos por todo o estado. Fez parte do calendário oficial do PGA Tour entre as décadas de 1920 e 1930.

## Campeões
- 2016 David Gazzolo
- 2015 Bryan Martin
- 2014 Chris Gilman
- 2013 Ray Beaufils[1]
- 2012 Hyunseok Lim[1]
- 2011 John Ellis[1]
- 2010 Michael McCabe[1]
- 2009 Mark Warman[1]
- 2008 Kyle Thurston[1]
- 2007 Drew Scott[1]
- 2006 Ji Hwan Park[1] (amador)
- 2005 Eric Meichtry[1]
- 2004 Jason Gore[1]
- 2003 John Wilson[1]
- 2002 Não houve torneio
- 2001 Michael Block[1]
- 2000 Rich Barcelo[1]
- 1999 Todd Fischer[1]
- 1998 Todd Demsey[1]
- 1997 Jason Gore[1] (amador)
- 1996 Dennis Paulson[1]
- 1995 Kevin Burton[1]
- 1994 Jeff Bari[1]
- 1993 Clinton Whitelaw[1]
- 1992 Mark Wurtz[1]
- 1991 Kirk Triplett[1]
- 1990 Dennis Paulson[1]
- 1989 Brad Bell[1]
- 1988 Jim Woodward[1]
- 1987 John Flannery[1]
- 1986 Jim Woodward[1]
- 1985 Brad Greer[1]
- 1984 Greg Twiggs[1]
- 1983 Brett Upper[1]
- 1982 John McComish[1]
- 1981 Jeff Sanders[1]
- 1980 Tim Norris[1]
- 1979 Jim Petralia[1]
- 1978 Rex Caldwell[1]
- 1977 Ron Hoyt[1]
- 1976 Bill Brask[1]
- 1975 Jimmy Powell[1]
- 1974 Roger Maltbie[1]
- 1973 Mike Brannan[1]
- 1972 Steve Opperman[1]
- 1971 Greg Trompas[1]
- 1970 Terry Small[1]
- 1969 Terry Small[1]
- 1968 Ron Reif[1]
- 1967 Chuck Green[1]
- 1966 Pinky Stevenson[1]
- 1965 Bud Holscher[1]
- 1964 Lee Raymond[1]
- 1963 Jack O'Keefe[1]
- 1962 Ron Lettelier[1]
- 1961 Duff Lawrence[1]
- 1960 Bud Holscher[1]
- 1959 Jerry Barber[1]
- 1958 Dick Knight[1]
- 1957 Eric Mooli[1]
- 1956 Art Bell[1]
- 1955 Ralph Blomquist[1]
- 1954 Gene Littler[1]
- 1953 Não houve torneio
- 1952 Lloyd Mangrum[1]
- 1951 Zell Eaton[1]
- 1950 E. J. "Dutch" Harrison[1]
- 1949 Smiley Quick[1]
- 1948 Smiley Quick[1]
- 1947 Art Bell[1]
- 1946 Tal Smith[1]
- 1945 George Fazio[1]
- 1944 Ernie Piper[1]
- 1943 Grant Leonard[1]
- 1942 Johnny Dawson[1]
- 1941 Mark Fry[1]
- 1940 Olin Dutra[1]
- 1939 Art Bell[1]
- 1938 George Von Elm[1]
- 1937 Fred Morrison[1]
- 1936 Fred Morrison[1]
- 1935 Cam Poget[1]
- 1934 Horton Smith[1]
- 1933 Leo Diegel[1]
- 1932 Fred Morrison[1]
- 1931 Leo Diegel[1]
- 1930 Jack Terron[1]
- 1928–29 Não houve torneio
- 1927 Willie Hunter[1]
- 1926 Willie Hunter[1]
- 1925 Macdonald Smith[1]
- 1924 Macdonald Smith[1]
- 1923 Joe Kirkwood Sr.[1]
- 1922 Jim Barnes
- 1921 Eddie Loos[2]
- 1920 John Black[1]
- 1919 John Black[1]
- 1916–18 Não houve torneio
- 1915 Walter Hagen[1]
- 1901–14 Não houve torneio
- 1900 Willie Smith[1]